# Epitonium nitidella
Epitonium nitidella är en snäckart som först beskrevs av Dall 1889.  Epitonium nitidella ingår i släktet Epitonium och familjen vindeltrappsnäckor. Inga underarter finns listade i Catalogue of Life.